# Jens Hollmann
Jens Hollmann (* 21. Mai 1965 in Dortmund) ist ein deutscher Autor und   Berater in der Gesundheitswirtschaft.

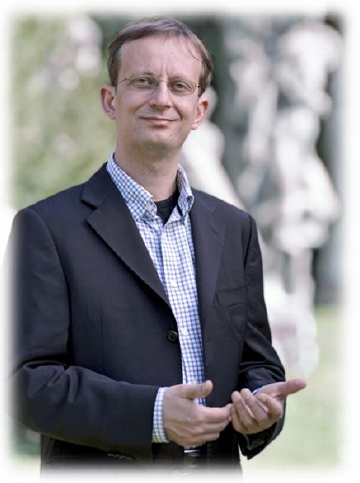
Jens Hollmann

## Werdegang
Jens Hollmann berät seit den 1990er Jahren im Bereich Personal- und Führungsentwicklung. Er berät zu Führungskräftetraining, Kommunikations- und Konfliktmanagement sowie Teamentwicklung im Krankenhaus.
Jens Hollmann war Lehrbeauftragter an der Donau-Universität Krems und Referent auf medizinischen Kongressen, bei Ärztekammern und medizinischen Fortbildungsveranstaltungen.

## Publikationen
- Jens Hollmann, Angela Geissler: Leistungsbalance für Leitende Ärzte: Selbstmanagement, Stress-Kontrolle, Resilienz im Krankenhaus, Springer Verlag, Auflage: 2013 (21. November 2012), ISBN 978-3-642-29333-7
- Jens Hollmann: Führungskompetenz für Leitende Ärzte: Motivation, Teamführung, Konfliktmanagement im Krankenhaus, Springer Verlag, Auflage: 2 (22. November 2012) ISBN 978-3-642-29341-2
- Jens Hollmann, Adam Sobanski: Strategie- und Change-Kompetenz für Leitende Ärzte: Krisen meistern, Chancen erkennen, Zukunft gestalten, Springer Verlag, Auflage: 2015 (13. April 2015), ISBN 978-3-662-43662-2
- Jens Hollmann (Herausgeber), Katharina Daniels (Series Editor): Anders wirtschaften: Integrale Impulse für eine plurale Ökonomie, Springer Gabler Verlag, Auflage: 2 (13. Oktober 2016), ISBN 978-3-658-09857-5
- Georg Hellmann, Jens Hollmann: Führungskompetenz in der öffentlichen Verwaltung: Motivation, Teamleitung und Bürgerbeteiligung, Springer Gabler Verlag, Auflage: 1. Auflage (4. August 2017), ISBN 978-3-658-13741-0

| Personendaten    | Personendaten                                            |
| ---------------- | -------------------------------------------------------- |
| NAME             | Hollmann, Jens                                           |
| KURZBESCHREIBUNG | deutscher Autor und Berater in der Gesundheitswirtschaft |
| GEBURTSDATUM     | 21. Mai 1965                                             |
| GEBURTSORT       | Dortmund                                                 |